# Helmut Wilkens
Helmut Wilkens (* 25. Mai 1926 in Hannover; † 18. August 2009 ebenda) war ein deutscher Veterinär-Anatom.

## Leben
Wilkens studierte Veterinärmedizin an der Tierärztlichen Hochschule Hannover und promovierte dort 1951 zum Dr. med. vet. Nach einer kurzen Tätigkeit in der Rinderpraxis begann er 1953 eine Tätigkeit am Anatomischen Institut der Tierärztlichen Hochschule Hannover, wo er sich habilitierte und 1965 zum ordentlichen Professor berufen wurde. Von 1965 bis zu seiner Emeritierung 1991 war er Direktor des Anatomischen Instituts. Von 1983 bis 1985 war er Rektor der Tierärztlichen Hochschule Hannover.
Wilkens Hauptforschungsgebiete waren die Rinderklaue und das lymphatische System.
Wilkens war Autor mehrerer tieranatomischer Standardwerke. So gab er zusammen mit Horst Schebitz den „Atlas der Röntgenanatomie des Pferdes“ und den „Atlas of radiographic anatomy of the dog and cat“ heraus und war Mitautor des Nickel/Schummer/Seiferle.